# Saison 6 de La France a un incroyable talent
Vous pouvez aider à l'améliorer ou bien discuter des problèmes sur sa page de discussion.
- Il n'est pas vérifiable et peut contenir des informations totalement erronées. Il est fortement conseillé aux contributeurs d'étayer son contenu par des sources fiables. Sans cela, sa suppression pourrait être envisagée. (si vous venez d'apposer le bandeau, veuillez cliquer sur ce lien pour créer la discussion et en afficher les indications). (Marqué depuis avril 2025)
- Il peut contenir un travail inédit ou des déclarations non vérifiées. Vous pouvez l’améliorer en ajoutant des références. (Marqué depuis janvier 2022)

- Archive Wikiwix
- Bing
- Cairn
- DuckDuckGo
- E. Universalis
- Gallica
- Google
- G. Books
- G. News
- G. Scholar
- Persée
- Qwant
- (zh) Baidu
- (ru) Yandex
- (wd) trouver des œuvres sur Wikidata

Vous pouvez aider à l'améliorer ou bien discuter des problèmes sur sa page de discussion.
- Il ne cite pas suffisamment ses sources. Vous pouvez indiquer les passages à sourcer avec {{référence nécessaire}} ou {{Référence souhaitée}}, et inclure les références utiles en les liant aux notes de bas de page. (Marqué depuis janvier 2022)
- Certaines de ses couleurs nuisent à son accessibilité et ne respectent pas la charte graphique. Les couleurs ne sont pas interdites, mais il est conseillé d'en faire un usage modéré qui respecte les normes d'accessibilité. (Marqué depuis avril 2025)
- Son texte doit être wikifié : il ne correspond pas à la mise en forme Wikipédia (style, typographie, liens internes, liens entre les wikis, etc.). (Marqué depuis avril 2025)

- Archive Wikiwix
- Bing
- Cairn
- DuckDuckGo
- E. Universalis
- Gallica
- Google
- G. Books
- G. News
- G. Scholar
- Persée
- Qwant
- (zh) Baidu
- (ru) Yandex
- (wd) trouver des œuvres sur Wikidata

La sixième saison de La France a un incroyable talent, émission française de divertissement, est diffusée depuis le 19 octobre 2011 jusqu'au 14 décembre 2011 sur M6.
À la fin du prime de la finale de la 5e saison de la France un Incroyable de Talent, Gilbert Rozon a annoncé que l'émission reviendrait pour une 6e saison et que le casting était déjà ouvert.
M6 a confirmé l'annonce en précisant que le casting de la 6e saison était ouvert et que tous les candidats qui souhaitaient s'inscrire pouvaient le faire en allant sur M6.fr.
M6 étant satisfaite des audiences de la 5e saison, qui étaient d'ailleurs en légère hausse par rapport à la 4e saison a décidé de relancer l'émission pour une 6e saison avec le même duo de présentateurs : Sandrine Corman et Alex Goude, ainsi que le même jury : Gilbert Rozon, Dave et Sophie Edelstein.
Cette saison a été remportée par Marina, chanteuse âgée de 13 ans. Nans, 11 ans (pratiquant la ventriloquie et le chant) et Loïs, 15 ans,(chanteuse) se classent respectivement en 2e et 3e position.

## Émissions

### Présentateurs et jury
Les présentateurs ne changeront pas par rapport à la saison précédente du programme. Elle est à nouveau présentée par Alex Goude et Sandrine Corman. La France a un incroyable talent, ça continue aura toujours lieu, mais cette fois-ci présentée uniquement par Jérome Anthony.
Le jury est composé du producteur Gilbert Rozon, présent depuis la première saison, de la directrice artistique du Cirque Pinder, Sophie Edelstein et du chanteur Dave.

### Gain
Le(s) vainqueur(s) se verra(ont) remettre un chèque de 100 000 €, une intégration au Festival Juste pour rire de Montréal et les clés de la première partie de la comédie musicale Adam et Eve.

### Principe
Le format se décompose initialement en 9 émissions, mais finalement la chaîne décide de rajouter un prime time surprise et totalement différent des autres, au vu des excellents scores d'audiences enregistrés par le programme. 
Durant les 5 premières, les auditions, les candidats se produisent devant le jury, qui, au terme du numéro, décide ou non de les laisser continuer l'aventure. À la fin de cette première phase, le jury sélectionne 30 artistes parmi ceux qu'il a plébiscités, qui passent alors en demi-finale.
Lors de ces demi-finales, les candidats sont répartis en 6 groupes de 5. Parmi eux, 12 finalistes sont choisis : 6 par le jury et 6 à la suite du vote du public. Lors de la finale, seul le public peut élire le vainqueur.
Dans une interview, Dave a annoncé que l'édition 2011 aurait 9 prime times, mais il y en aura finalement 10 puisqu'un prime time sera diffusé le 21 décembre 2011, où les téléspectateurs auront le privilège de voir ou revoir les plus belles prestations depuis la saison 1 de La France a un incroyable talent ; en sachant, que toutes ces prestations seront reproduites par leurs prodiges (en direct ?).

## Vainqueur
Marina, jeune chanteuse de 13 ans a remporté la saison 6 de La France a un incroyable talent lors de la finale le 14 décembre 2011 en interprétant Set fire to the rain d'Adele. Elle eut comme récompense un chèque de 100 000 €, une intégration au Festival Juste pour rire de Montréal, au Québec et la possibilité de faire la première partie de la nouvelle comédie musicale Adam et Eve, de Pascal Obispo. Elle est aujourd'hui connue sous son nom de scène : Marina Kaye.

## Épreuves

### Auditions
Les auditions de La France a un Incroyable Talent ont eu lieu du 20 au 24 août 2011. Elles ont été diffusées du 19 octobre au 16 novembre 2011  sur M6 à 20h40.
Parmi les artistes, n'ayant pas dépassé ce stade de la compétition mais qui augmenteront néanmoins leur notoriété, on retient principalement Dadyday et Georgine Brion, deux chanteurs « pop » au style plutôt décalé, Dadyday chantant 3D, et Georgine Brion, une version techno de sa chanson Paulette, tu pollues.

#### Émission 4: 9 novembre 2011
| Ordre                             | Nom (âge)                                 | Numéro                            | Buzz et choix du jury | Buzz et choix du jury | Buzz et choix du jury | Résultat          |
| Ordre                             | Nom (âge)                                 | Numéro                            | Gilbert               | Sophie                | Dave                  | Résultat          |
| --------------------------------- | ----------------------------------------- | --------------------------------- | --------------------- | --------------------- | --------------------- | ----------------- |
| 1                                 | Vincent Girault (24 ans)                  | Musicien                          |                       |                       |                       | Qualifié          |
| 2                                 | Selmah (35 ans)                           | Chanteur & Danseur                | refusé                | refusé                | refusé                | Éliminé           |
| 3                                 | Richard (45 ans)                          | Humour                            | refusé                | refusé                | refusé                | Éliminé           |
| 4                                 | Eklips (31 ans)                           | Human Beat Box                    | refusé                |                       |                       | Éliminé           |
| 5                                 | Drago (27 ans)                            | Illusionniste                     |                       |                       |                       | Qualifié          |
| 6                                 | Mohamed (71 ans)                          | Acrobaties                        | refusé                | refusé                | refusé                | Éliminé           |
| 7                                 | Juan Carlos (25 ans)                      | Dansuer                           |                       |                       |                       | Qualifié          |
| 8                                 | Joël Bitz (50 ans)                        | Whistler                          |                       | refusé                | refusé                | Éliminé           |
| 9                                 | Dany Blue (46 ans)                        | Faire glisser l'acte              | refusé                | refusé                | refusé                | Éliminé           |
| 10                                | Kordian et Yohann                         | Duo de musique                    | refusé                |                       |                       | Éliminé           |
| 11                                | The Fifth Wheel (37 et 40 ans)            | Marionnettistes                   | refusé                | refusé                |                       | Éliminé           |
| 12                                | Les Plongeurs De L'Extreme (25 a 30 Ans)  | Acrobaties aquatiques             |                       |                       |                       | Qualifié          |
| 13                                | Esteban et Diego (11 et 14 ans)           | Duo de musique                    |                       |                       |                       | Qualifié          |
| 14                                | Ekymose (19 a 30 ans)                     | Danse                             |                       |                       |                       | Qualifié          |
| 15                                | Wallace et Youmi (39 ans)                 | Musicien                          | refusé                | refusé                |                       | Éliminé           |
| 16                                | Les Bi-Zou (6 a 11 ans)                   | Danse                             | refusé                |                       |                       | Éliminé           |
| 17                                | Namayca (17 ans)                          | Loi sur la chèvre                 | refusé                |                       |                       | Qualifié          |
| 18                                | Amélie et Sylvie (10 et 19 ans)           | Quick Change                      |                       |                       |                       | Qualifié          |
| 19                                | Jy Junelle et Les VIP Girls (23 a 29 ans) | Groupe de chant                   | refusé                | refusé                | refusé                | Éliminé           |
| 20                                | Mathys (31 ans)                           | Loi Burlesque                     |                       |                       |                       | Qualifié          |
| 21                                | Erika Lemay (28 ans)                      | Acrobate                          |                       |                       |                       | Qualifié          |
| 22                                | Tout de Suite (29 et 30 ans)              | Chanteur & Danseur Burlesque      |                       | refusé                | refusé                | Éliminé           |
| 23                                | Chorale Anima (14 a 50 ans)               | Orchestre                         |                       |                       |                       | Qualifié          |
| Nombre de buzz par membre du jury | Nombre de buzz par membre du jury         | Nombre de buzz par membre du jury | 11 buzz               | 9 buzz                | 7 buzz                | 27 buzz / 69 buzz |

#### Émission 5: 16 novembre 2011
| Ordre                             | Nom (âge)                                    | Numéro                            | Buzz et choix du jury | Buzz et choix du jury | Buzz et choix du jury | Résultat          |
| Ordre                             | Nom (âge)                                    | Numéro                            | Gilbert               | Sophie                | Dave                  | Résultat          |
| --------------------------------- | -------------------------------------------- | --------------------------------- | --------------------- | --------------------- | --------------------- | ----------------- |
| 1                                 | The Misfits (18 a 24 ans)                    | Danse                             |                       |                       |                       | Qualifié          |
| 2                                 | Michel (60 ans)                              | Humour                            | refusé                | refusé                | refusé                | Éliminé           |
| 3                                 | Velentin (14 ans)                            | Impressionniste                   | refusé                | refusé                | refusé                | Éliminé           |
| 4                                 | Strip Fred et Maxx (36 et 29 ans)            | Danseurs de feu burlesques        |                       |                       |                       | Éliminé           |
| 5                                 | Trio Medrano (20 a 23 ans)                   | Tio acrobatique                   |                       |                       |                       | Qualifié          |
| 6                                 | Gjon (13 ans)                                | Chanteur                          |                       |                       |                       | Éliminé           |
| 7                                 | Christian Pochet (61 ans)                    | Artiste de sable                  |                       |                       |                       | Qualifié          |
| 8                                 | Compagnie Christelle Marillier (13 a 26 ans) | Danse                             | refusé                |                       |                       | Qualifié          |
| 9                                 | Laurent Delchambre                           | Quick Change                      |                       |                       |                       | Qualifié          |
| 10                                | Frédéric Da Silva (29 ans)                   | Mentaliste                        |                       |                       |                       | Qualifié          |
| 11                                | Michaél Levillan (38 ans)                    | Casse-écrou                       | refusé                | refusé                | refusé                | Éliminé           |
| 12                                | Freddy Kenton (67 ans)                       | L'équilibre                       |                       |                       |                       | Qualifié          |
| 13                                | Mikaouel (33 ans)                            | Chanteur de comédie               |                       |                       |                       | Qualifié          |
| 14                                | Arabesque (8 a 12 ans)                       | Danseurs de ballets               | refusé                |                       |                       | Éliminé           |
| 15                                | The Acrobattys                               | Acrobates                         |                       |                       |                       | Qualifié          |
| 16                                | Pierre-Albert Marchetti (40 ans)             | Ventriloque chantant              |                       |                       |                       | Qualifié          |
| 17                                | Temps Danses Urbaines (10 a 13 ans)          | Danse                             | refusé                |                       |                       | Éliminé           |
| 18                                | Glam Freak Show (23 a 34 ans)                | Attraction                        |                       | refusé                |                       | Éliminé           |
| 19                                | Ménage a Trois (48 et 52 ans)                | Marionnettistes                   |                       |                       |                       | Qualifié          |
| 20                                | Guet-Apens (25 a 32 ans)                     | Danse                             |                       |                       |                       | Qualifié          |
| 21                                | Trio Ybridex (44 a 54 ans)                   | Interprètes                       | refusé                | refusé                | refusé                | Éliminé           |
| 22                                | Planet'swing Team (16 a 38 ans)              | Danse                             | refusé                |                       |                       | Qualifié          |
| 23                                | Paul (74 ans)                                | Loi sur les chiens                |                       |                       |                       | Qualifié          |
| 24                                | Sébastien Massaro (29 et 34 ans)             | Duo de danse                      |                       |                       |                       | Qualifié          |
| 25                                | Maxime (17 ans)                              | Chanteur de nouveauté             | refusé                |                       |                       | Qualifié          |
| 26                                | Arti'stick (22 a 25 ans)                     | Danse                             |                       |                       |                       | Qualifié          |
| 27                                | Djoé (40 ans)                                | Comédiene                         | refusé                | refusé                |                       | Qualifié          |
| 28                                | NKM (12 a 23 ans)                            | Danse                             |                       |                       |                       | Qualifié          |
| 29                                | Ilva Scali (38 ans)                          | Magicienne                        |                       |                       |                       | Qualifié          |
| 30                                | Pierre Fleury (22 ans)                       | Loi sur le cheval                 |                       |                       |                       | Qualifié          |
| Nombre de buzz par membre du jury | Nombre de buzz par membre du jury            | Nombre de buzz par membre du jury | 10 buzz               | 6 buzz                | 4 buzz                | 20 buzz / 90 buzz |

### Demi-finales
Les trois demi-finales auront lieu en direct du 23 novembre 2011 au 7 décembre 2011. 
Dans chaque émission, 10 participants sont répartis en 2 groupes de 5. Dans chaque groupe, le public sélectionne un candidat pour la finale et le jury un autre, parmi les artistes ayant terminé deuxième et troisième (qui ne sont pas forcément tous deux annoncés dans l'ordre). Les jurés peuvent encore actionner leur buzzer.
En gras = Les candidats qualifiés pour la finale
 = Choix du jury
 = Buzz du jury

#### Demi-finale 1: 23 novembre 2011
| Groupe 1                          | Groupe 1                          | Groupe 1                          | Groupe 1              | Groupe 1              | Groupe 1              | Groupe 1               | Groupe 1 |
| Ordre                             | Nom                               | Numéro                            | Buzz et Choix du Jury | Buzz et Choix du Jury | Buzz et Choix du Jury | Résultat               |          |
| Ordre                             | Nom                               | Numéro                            | Gilbert               | Sophie                | Dave                  | Résultat               |          |
| --------------------------------- | --------------------------------- | --------------------------------- | --------------------- | --------------------- | --------------------- | ---------------------- | -------- |
| 1                                 | Thomas Boissy                     | Improvisation musicale            |                       |                       |                       | Choisi par le public   |          |
| 2                                 | Erika Lemay                       | Acrobatie                         |                       |                       |                       | Choisie par le jury    |          |
| 3                                 | Amélie et Sylvie                  | Quick Change                      |                       |                       |                       | Éliminées              |          |
| 4                                 | Waterman                          | Performance                       |                       |                       |                       | Non choisi par le jury |          |
| 5                                 | Chorale Anima                     | Chant                             |                       |                       |                       | Éliminés               |          |
| Groupe 2                          |                                   |                                   |                       |                       |                       |                        |          |
| 1                                 | Pro Phenomen                      | Danse                             |                       |                       |                       | Choisis par le jury    |          |
| 2                                 | Laurent Beretta                   | Illusionnisme                     |                       |                       |                       | Éliminé                |          |
| 3                                 | Jorian                            | Performance                       |                       |                       |                       | Non choisi par le jury |          |
| 4                                 | Juan Carlos                       | Danse                             |                       |                       |                       | Éliminé                |          |
| 5                                 | Pierre-Albert Marchetti           | Ventriloquie                      |                       |                       |                       | Choisi par le public   |          |
| Nombre de buzz par membre du jury | Nombre de buzz par membre du jury | Nombre de buzz par membre du jury | 4 buzz                | 3 buzz                | 1 buzz                | 8 buzz / 30 buzz       |          |

#### Demi-finale 2: 30 novembre 2011
| Groupe 1                          | Groupe 1                          | Groupe 1                          | Groupe 1              | Groupe 1              | Groupe 1              | Groupe 1                | Groupe 1 |
| Ordre                             | Nom                               | Numéro                            | Buzz et Choix du Jury | Buzz et Choix du Jury | Buzz et Choix du Jury | Résultat                |          |
| Ordre                             | Nom                               | Numéro                            | Gilbert               | Sophie                | Dave                  | Résultat                |          |
| --------------------------------- | --------------------------------- | --------------------------------- | --------------------- | --------------------- | --------------------- | ----------------------- | -------- |
| 1                                 | Sankofa Unit                      | Chant gospel                      |                       |                       |                       | Non choisis par le jury |          |
| 2                                 | Kai Leclerc                       | Humour visuel                     |                       |                       |                       | Éliminé                 |          |
| 3                                 | Loïs                              | Chant                             |                       |                       |                       | Choisie par le public   |          |
| 4                                 | Les Frères Chaix                  | Aéro-modulisme                    |                       |                       |                       | Choisis par le jury     |          |
| 5                                 | Mathys                            | Strip-tease                       |                       |                       |                       | Éliminé                 |          |
| Groupe 2                          |                                   |                                   |                       |                       |                       |                         |          |
| 1                                 | CrazeeHorse                       | Acrobaties, chant                 |                       |                       |                       | Éliminés                |          |
| 2                                 | Nans                              | Ventriloquie, chant               |                       |                       |                       | Choisi par le public    |          |
| 3                                 | The Misfits                       | Danse                             |                       |                       |                       | Éliminés                |          |
| 4                                 | Xavier Mortimer                   | Magie, illusion                   |                       |                       |                       | Choisi par le jury      |          |
| 5                                 | Pierre Fleury                     | Spectacle équestre                |                       |                       |                       | Non choisi par le jury  |          |
| Nombre de buzz par membre du jury | Nombre de buzz par membre du jury | Nombre de buzz par membre du jury | 5 buzz                | 1 buzz                | 2 buzz                | 8 buzz / 30 buzz        |          |

#### Demi-finale 3: 7 décembre 2011
| Groupe 1                          | Groupe 1                          | Groupe 1                          | Groupe 1              | Groupe 1              | Groupe 1              | Groupe 1                | Groupe 1 |
| Ordre                             | Nom                               | Numéro                            | Buzz et Choix du Jury | Buzz et Choix du Jury | Buzz et Choix du Jury | Résultat                |          |
| Ordre                             | Nom                               | Numéro                            | Gilbert               | Sophie                | Dave                  | Résultat                |          |
| --------------------------------- | --------------------------------- | --------------------------------- | --------------------- | --------------------- | --------------------- | ----------------------- | -------- |
| 1                                 | Namayca                           | Domptage animalier                |                       |                       |                       | Éliminée                |          |
| 2                                 | Marina                            | Chant                             |                       |                       |                       | Choisie par le public   |          |
| 3                                 | Les 4 Danseurs Fantastiques       | Danse                             |                       |                       |                       | Non choisis par le jury |          |
| 4                                 | Syl et Sun                        | Mentalisme                        |                       |                       |                       | Choisis par le jury     |          |
| 5                                 | Dominique Saatenang               | Arts martiaux                     |                       |                       |                       | Éliminé                 |          |
| Groupe 2                          |                                   |                                   |                       |                       |                       |                         |          |
| 1                                 | Nina Burri                        | Contorsion                        |                       |                       |                       | Choisie par le jury     |          |
| 2                                 | Simone Langlois                   | Chant                             |                       |                       |                       | Non choisie par le jury |          |
| 3                                 | ID Twelve                         | Danse                             |                       |                       |                       | Éliminées               |          |
| 4                                 | Ménage à 3                        | Marionnettes                      |                       |                       |                       | Éliminés                |          |
| 5                                 | Les Freestyl'Air                  | VTT freestyle                     |                       |                       |                       | Choisis par le public   |          |
| Nombre de buzz par membre du jury | Nombre de buzz par membre du jury | Nombre de buzz par membre du jury | 4 buzz                | 2 buzz                | 2 buzz                | 8 buzz / 30 buzz        |          |

### Finale
Date de diffusion : le 14 décembre 2011
| Ordre | Classement | Nom                     | Numéro              | % des votes |
| ----- | ---------- | ----------------------- | ------------------- | ----------- |
| 1     | 5          | Les Freestyl'Air        | VTT freestyle       |             |
| 2     | 2          | Nans                    | Ventriloquie, chant |             |
| 3     | 7          | Les Frères Chaix        | Aéromodélisme       |             |
| 4     | 4          | Thomas Boissy           | Chant               |             |
| 5     | 6          | Syl et Sun              | Mentalisme          |             |
| 6     | 11         | Nina Burri              | Contorsion          |             |
| 7     | 1          | Marina                  | Chant               |             |
| 8     | 8          | Pro Phenomen            | Danse               |             |
| 9     | 9          | Erika Lemay             | Acrobatie           |             |
| 10    | 12         | Pierre-Albert Marchetti | Ventriloquie, chant |             |
| 11    | 10         | Xavier Mortimer         | Magie, illusion     |             |
| 12    | 3          | Loïs                    | Chant               |             |
| TOTAL |            |                         |                     |             |

## Audimat

### La France a un incroyable talent
| Épisode | Jour et horaire de diffusion                               | Téléspectateurs en million(s) | Parts de marché (sur les 4 ans et plus) | Référence |
| ------- | ---------------------------------------------------------- | ----------------------------- | --------------------------------------- | --------- |
| 1       | Mercredi 19 octobre 2011 (auditions jour 1) (20:45-22:35)  | 4 237 000                     | 16,8 %                                  | [ 2 ]     |
| 2       | Mercredi 26 octobre 2011 (auditions jour 2) (20:45-22:45)  | 4 294 000                     | 16,3 %                                  | [ 3 ]     |
| 3       | Mercredi 2 novembre 2011 (auditions jour 3) (20:45-22:40)  | 5 031 000                     | 19,6 %                                  | [ 4 ]     |
| 4       | Mercredi 9 novembre 2011 (auditions jour 4) (20:50-22:40)  | 4 188 000                     | 16,3 %                                  |           |
| 5       | Mercredi 16 novembre 2011 (auditions jour 5) (20:50-22:40) | 4 319 000                     | 17,2 %                                  | [ 5 ]     |
| 6       | Mercredi 23 novembre 2011 (1e demi-finale) (20:50-23:05)   | 3 943 000                     | 16,5 %                                  | [ 6 ]     |
| 7       | Mercredi 30 novembre 2011 (2e demi-finale) (20:50-23:05)   | 3 964 000                     | 16,1 %                                  | [ 7 ]     |
| 8       | Mercredi 7 décembre 2011 (3e demi-finale) (20:50-23:05)    | 4 379 000                     | 18,2 %                                  | [ 8 ]     |
| 9       | Mercredi 14 décembre 2011 (finale) (20:50-23:50)           | 3 931 000                     | 17,7 %                                  | [ 9 ]     |
| 10      | Mercredi 21 décembre 2011 (le rappel) (20:50-23:20)        | 2 618 000                     | 10,9 %                                  | [ 10 ]    |

Légende :
En fond vert = Les plus hauts chiffres d'audiences
En fond rouge = Les plus bas chiffres d'audiences

### La France a un incroyable talent, ça continue
| Épisode | Jour et horaire de diffusion            | Téléspectateurs en million(s) | Parts de marché (sur les 4 ans et plus) | Référence |
| ------- | --------------------------------------- | ----------------------------- | --------------------------------------- | --------- |
| 1       | Mercredi 19 octobre 2011 (22:35-23:50)  | 2 100 000                     | 16,2 %                                  | [ 11 ]    |
| 2       | Mercredi 26 octobre 2011 (22:45-23:50)  | 2 500 000                     | 19,1 %                                  | [ 12 ]    |
| 3       | Mercredi 2 novembre 2011 (22:40-23:45)  | 2 400 000                     | 18,9 %                                  | [ 13 ]    |
| 4       | Mercredi 9 novembre 2011 (22:40-23:45)  | 2 200 000                     | 17,7 %                                  | [ 14 ]    |
| 5       | Mercredi 16 novembre 2011 (22:40-23:45) | 1 900 000                     | 17 %                                    | [ 15 ]    |
| 6       | Mercredi 23 novembre 2011 (23:05-00:15) | 1 200 000                     | 13,5 %                                  | [ 16 ]    |
| 7       | Mercredi 30 novembre 2011 (23:05-00:15) | 1 700 000                     | 16,4 %                                  | [ 17 ]    |
| 8       | Mercredi 7 décembre 2011 (23:05-00:15)  | 1 500 000                     | 14,1 %                                  | [ 18 ]    |
| 9       | Mercredi 14 décembre 2011 (23:50-00:40) | 1 329 000                     | 18,9 %                                  |           |

Légende :
En fond vert = Les plus hauts chiffres d'audiences
En fond rouge = Les plus bas chiffres d'audiences